# The Silent Lie
The Silent Lie is een Amerikaanse dramafilm uit 1917 onder regie van Raoul Walsh. In 1920 werd de film opnieuw uitgebracht onder de titel Camille of the Yukon. Destijds werd de film in Nederland uitgebracht onder de titel De schaduw van het kwaad.

## Verhaal
Lady Lou wordt door haar wrede pleegvader Hatfield gedwongen om te werken in de louche bar van een houthakkerskamp. Ze kan ontsnappen met de hulp van een vreemdeling die stiekem verliefd is op haar. In een naburig kamp maakt ze kennis met de houthakker Conahan en ze trouwen met elkaar. Wanneer Conahan haar vader ontmoet, brengt hij het verleden van zijn dochter aan het licht. Als gevolg daarvan wil Conahan niets meer weten van Lady Lou. Dan daagt de vreemdeling op en hij redt Lady Lou alweer door Conahan de waarheid te vertellen. Na de verzoening van het stel verdwijnt de vreemdeling weer eenzaam in het sneeuwlandschap.

## Rolverdeling
| Acteur              | Personage     |
| ------------------- | ------------- |
| Miriam Cooper       | Lady Lou      |
| Ralph Lewis         | Hatfield      |
| Charles Clary       | Conahan       |
| Monroe Salisbury    | Vreemdeling   |
| Henry A. Barrows    | Priester      |
| Howard Davies       | Pelshandelaar |
| William Eagle Shirt | Indiaan       |